# Jerarquía
La jerarquía es una estructura que se establece en orden a su criterio de subordinación entre personas, animales y valores. Tal criterio puede ser superioridad, inferioridad, anterioridad, posterioridad, etc; es decir, cualquier cualidad categórica de gradación agente que caracterice su interdependencia. Tiene un uso frecuente en las clasificaciones mitológicas y teológicas; y se aplica a todo tipo de ámbitos (Física, morales, empresariales, etc.). Cuando existe una jerarquía se dice, por extensión, que hay una organización jerárquica. Como concepto infraestructural, define el modo de formación entre los diversos rangos atribuibles a un determinado sistema en el que cada elemento esté supeditado gradualmente al elemento inmediatamente previo. Un ejemplo clásico es la jerarquía de un programa la cual se establece entre pasos en orden a su ordinograma.
Ejemplos de uso son la jerarquía de la Iglesia, la jerarquía militar, la jerarquía de tripulación, la jerarquía burocrática (escalafón), la jerarquía de valores, la jerarquía corporativa,

## Etimología
La palabra española «jerarquía» procede de la latina hierarquia, y esta de la griega ἱεραρχία (hierarchía), de ἱεράρχης (hierárchēs). Hace referencia al clérigo encargado de presidir los ritos sagrados (ἱερεύς hiereús —‘sacerdote’, de la raíz ἱερός hierós, ‘sagrado’—, y ἀρχή archē —‘primer lugar’, ‘gobierno’, ’mando’—).
El Diccionario de la lengua española define tres acepciones del término: ‘gradación de personas, valores o dignidades’; ‘jerarca’ y ‘orden entre los diversos coros de los ángeles’. Para «jerarca» recoge dos acepciones: ‘superior en la jerarquía eclesiástica’ y ‘persona que tiene elevada categoría en una organización, una empresa, etc.’

## Jerarquías sagradas
En el contexto del cristianismo, se utiliza con dos significados distintos: la jerarquía angélica (el orden entre los coros de los ángeles, descrito en distintos pasajes bíblicos); y la jerarquía eclesiástica (el orden que se establece en las instancias eclesiásticas entre sus distintos grados —papa, arzobispos, obispos, canónigos, arciprestes, párrocos, otros sacerdotes, seglares—).

## Jerarquía social
La jerarquización es un sistema propio del ritualismo de la cerrada sociedad estamental medieval, no de la móvil sociedad de clases burguesa. Instituciones como el ejército o la iglesia se caracterizan por ella: de ahí provienen sus escalafones, signaturas y ceremoniales, así como conductas extremas como el militarismo y el clericalismo. También existe una jerarquía muy pronunciada en sociedades que han abandonado la Edad Media hace poco tiempo, como la japonesa o la alemana del siglo XVIII. Por su parte, también la sociedad burguesa hay formas de jerarquizar y ritualizar, presentándose incluso  mediante el clasismo, la burocracia, la alienación y la segregación.
En una sociedad basada en una cadena de mando, la jerarquía social se construye, en buena medida, a partir de relaciones clientelares que se traducen en el sentido común a nivel político. Muchas culturas tradicionales propias de la sociedad preindustrial se caracterizaron por jerarquías prácticamente inamovibles. El concepto de revolución implica el cambio brusco de las jerarquías y las estructuras sociales y políticas, y un ejemplo de ello fueron las revoluciones burguesas o revoluciones liberales que se produjeron a finales del siglo XVIII y en la primera mitad del siglo XIX. La sociedad de clases propia de la sociedad industrial reprodujo nuevas formas de jerarquía social, e hizo surgir nuevas fuerzas que la desafiaban (movimiento obrero). La sociedad posindustrial que se está construyendo a partir de la segunda mitad del siglo XX presenta formas de organización en red cuya naturaleza está en gran medida aún por determinar, así como el lugar que la jerarquización social tendrá en ella. 
La existencia de culturas primitivas igualitarias, sin jerarquías o con jerarquías no estables se ha constatado tanto en el pasado como en la actualidad en sociedades cazadoras-recolectoras. Pero en muchas ocasiones los intentos de describir una sociedad idílica que responda a ese tópico son en sí mismos una muestra de prejuicio cultural: el mito del buen salvaje.[cita requerida] Una sociedad no va a ser más o menos igualitaria o pacífica por ser "salvaje". Ello depende del sistema socioeconómico que predomine en dicha sociedad y de las condiciones de su entorno.[cita requerida] Por ejemplo, los Shuar muestran comportamientos muy violentos y son jerárquicos. Los San, en cambio, son predominantemente pacíficos e igualitarios.